# Liste der Monuments historiques in Nointel (Val-d’Oise)
Die Liste der Monuments historiques in Nointel (Val-d’Oise) führt die Monuments historiques in der französischen Gemeinde Nointel auf.

## Liste der Bauwerke
| Bezeichnung | Beschreibung                     | Standort | Kennzeichnung | Schutzstatus | Datum | Bild           |
| ----------- | -------------------------------- | -------- | ------------- | ------------ | ----- | -------------- |
| Schloss     | Erbaut Ende des 17. Jahrhunderts | (Lage)   | PA00080144    | Inscrit      | 1997  | weitere Bilder |

## Liste der Objekte
- Monuments historiques (Objekte) in Nointel (Val-d’Oise) in der Base Palissy des französischen Kultusministeriums